# Üsküdar BSK
Le Üsküdar Belediyeesi Spor Kulübü est un club omnisports situé à Üsküdar, un des districts d'Istanbul en Turquie. Fondé en 1996, il est principalement connu pour ses sections de handball féminin et d'athlétisme

## Palmarès
Handball féminin
- vainqueur du Championnat de Turquie en 2004 et 2011
- vainqueur de la Coupe de Turquie en 2004, 2009 et 2010